# Lagrummet.se
Lagrummet.se är en webbportal för svensk rättsinformation. På lagrummet.se finns länkar till (och information om) lagar och förordningar, myndigheters föreskrifter, förarbeten såsom propositioner och betänkanden, rättspraxis m.m.
Under 2011 kommer lagrummet.se att utvecklas mot att bli en webbplats där bland annat sökning i alla källor samtidigt blir möjlig. Förutsättningen för detta är att myndigheterna som ingår i rättsinformationssystemet ansluter sig till den nya standard för publicering av rättsinformation som tagits fram av Rättsinformationsprojektet.
Myndigheten Domstolsverket ansvarar för utveckling och förvaltning av rättsinformationssystemet varav lagrummet.se är en del. 
Till grund för rättsinformationssystemet ligger rättsinformationsförordningen (1999:175).